# ويليام كاوبر، الإيرل الأول في عائلة كاوبر
وليام كاوبر، أول إيرل في عائلة كاوبر (بالإنجليزية: William Cowper, 1st Earl Cowper)، عضو في المجلس الخاص للمملكة المتحدة، وعضو في مجلس الملكة، وزميل في الجمعية الملكية (نحو 1665 - 10 أكتوبر 1723)؛ هو سياسي إنجليزي، وأول من شغل منصب السيد المستشار لبريطانيا العظمى. كاوبر هو نجل السير ويليام كاوبر -البارونيت الثاني، من راتلينغ كورت، كنت-، وهو عضو في البرلمان ممثلًا لحزب الأحرار البريطاني، برز في عهدتي ستيوارت الأخيرتين.

## المسيرة المهنية والألقاب
تلقى تعليمه في مدرسة سانت ألبانز في هيرتفوردشاير، واقتنى لاحقًا عقارًا ريفيًا في المقاطعة ومثل بلدة المقاطعة في البرلمان.
قُبل في المعبد الأوسط في 18 مارس 1681/82. قُبل لدى هيئة المحامين في 25 مايو 1688 وبنى مسيرة ضخمة من الممارسات المهنية. أعطى ولاءه لأمير أورانج (ويليام الثالث ملك إنجلترا) خلال إقامته في إنجلترا عام 1688، وعُين مستشارًا للملك ومسجلاً للمحكمة في كولشستر في عام 1694.
حظي كاوبر بسمعة طيبة لكونه أحد أكثر الخطباء البرلمانيين تأثيرًا من بين أبناء جيله. فقد مقعده في البرلمان عام 1702 بسبب انعدام شعبيته نتيجة محاكمة شقيقه سبنسر كاوبر بتهمة القتل.

### اللورد الحامي للختم الأعظم
في 11 أكتوبر من عام 1705، أقسم كاوبر اليمين الدستورية للمجلس الملكي الخاص، وعُين اللورد الحامي للختم الأعظم، وحصل على مقعده (مقعد السيد المستشار) دون حصوله على لقب نبيل. في العام التالي، أدار المفاوضات بين المفوضين الإنجليز والأسكتلنديين لترتيب الاتحاد مع اسكتلندا. في نوفمبر من نفس العام (1706)، خلف والده في رتبة ما قبل البارون؛ في 14 ديسمبر 1706، قُلد لقب البارون كاوبر من وينغهام، كنت. كان أصغر لورد حامي لسنوات عديدة: مزحت الملكة -التي أُعجبت به بشدة- قائلةً إنها «أعطت الأختام لطفل» واقترحت أنه في المستقبل سيرتدي باروكة لإضفاء الجاذبية على مظهره.

### السيد المستشار
عندما دخل الاتحاد مع اسكتلندا حيز التنفيذ في مايو من عام 1707، عينت «الملكة في المجلس» كاوبر المستشار السيد لبريطانيا العظمى، وكان أول من شغل هذا المنصب. ترأس محاكمة الطبيب ساتشيرفل في عام 1710، لكنه استقال من منصب اللورد حامي الختم عندما تولى إيرل هارلي وإيرل بولينغبروك مقاليد الحكم في العام نفسه. «توسلت الملكة آن –التي أُعجبت به بشدة– إليه والدموع ملء عينيها» لئلا يستقيل، وعلى الرغم من اقتناعها على مضض بقبول استقالته، استمرت في التشاور معه بشكل غير رسمي لبقية فترة حكمها. عند وفاة الملكة آن، عين جورج الأول «كاوبر» أحد قضاة اللوردات (المستشار العدلي) لحكم البلاد أثناء غياب الملك، وبعد بضعة أسابيع أصبح السيد المستشار.

## روابط خارجية
- ويليام كاوبر، الإيرل الأول في عائلة كاوبر على موقع الموسوعة البريطانية (الإنجليزية)